# Арестович Олексій Миколайович
Олексі́й Микола́йович Аресто́вич (нар. 3 серпня 1975, Цітелі-Цкаро, Грузинська РСР, СРСР) — український блогер, кіноактор, офіцер, політичний і військовий оглядач, пропагандист, колумніст, організатор психологічних семінарів і тренінгів та благодійного фонду для психологічної підтримки учасників АТО з 2014 по 2017 рік, спікер ТКГ та радник з інформполітики голови української делегації в Мінській групі з 2020 по 2022 рік. Радник Офісу Президента України з 2020 по 2023 рік. Залишив Україну у 2023 році. У 2025 році проти нього Зеленський застосував санкції РНБО.
Відомий завдяки своїм прогнозам[⇨]. Висловлювання Арестовича щодо мовної й культурної політики, зокрема ролі російської мови в Україні, а також ЛГБТ-спільноти, жінок в збройних силах та інших питань[⇨] часто потрапляють у фокус медіа й неоднозначно сприймаються серед громадськості[⇨].

## Життєпис
Народився в місті Цітелі-Цкаро Грузинської РСР. Має білоруське та польське коріння по батьківській лінії, мати — росіянка.
Закінчив у 1992 році школу № 178 в місті Києві. Вступив на кафедру фізіології людини і тварин біологічного факультету Київському національному університеті імені Тараса Шевченка. 1993 року почав грати в київському театрі-студії «Чорний квадрат», покинув при цьому навчання в університеті.
У 1998 році закінчив загальновійськовий факультет Одеського інституту Сухопутних військ, має диплом військового перекладача. За даними, що потребують додаткового підтвердження, до 2005 року працював у Головному управлінні розвідки. Начальник ГУР Міноборони Кирило Буданов у грудні 2022 року відповідаючи на питання чи служив Арестович у розвідці сказав наступне: «Колись, наскільки я пам'ятаю, проходив тут службу. Це було давно, треба підняти дані. Наскільки пам'ятаю — так».
З 2000 року проводить психологічні семінари й тренінги. У 2003 році вступив до авторської школи «Людина серед людей» російського письменника, езотерика, психолога і астролога Авессалома Подводного (справжнє ім'я Олександр Каменський), яку закінчив у 2010 році.
Також вивчав теологію в Інституті релігійних наук святого Томи Аквінського.

## Громадська та політична діяльність
У 2005 році вступив до партії «Братство», був заступником голови партії Дмитра Корчинського. Неодноразово брав участь у конференціях «Міжнародного євразійського руху» ідеолога рашизму Олександра Дугіна, де активно виступав проти Помаранчевої революції.
На початку 2009 року разом із Дмитром Корчинським організував громадянську ініціативу «Геть усіх», завданням якої було «домогтися від влади розв'язання головних проблем малого і середнього підприємництва та автоперевізників країни».
У червні 2009 року призначений заступником голови Приморської районної адміністрації Одеської міської ради, однак уже за три місяці був звільнений за власним бажанням.
Після Революції гідності вперше почав регулярно з'являтися як «військовий експерт» у ЗМІ й давати інтерв'ю з аналітикою для ЗМІ, вести блоги.
З 2014 року брав участь у підготовці бойових з'єднань у межах програми «Народний резервіст»; організатор благодійного фонду для надання психологічної підтримки військовим у районі АТО (2014—2017).
З вересня 2018 року до вересня 2019 року проходив військову службу в районі проведення ООС поблизу міста Краматорська в 72-й механізованій бригаді як розвідник. До цього, за власними твердженнями, воював на добровольчих засадах, здійснивши загалом 33 бойові виходи за лінію фронту.
Активний блогер, має більше 800 тисяч підписників на фейсбуці та майже 1,7 мільйонів на ютубі. Увійшов до ТОП-100 блогерів України 2019 за опитуванням видання «Факти».

### На державній службі
28 жовтня 2020 року призначений Леонідом Кравчуком радником з інформаційної політики, а також офіційним спікером української делегації у Тристоронній контактній групі з мирного врегулювання війни на сході України на переговорах у Мінську з урегулювання конфлікту на сході України.
1 грудня 2020 року, керівник Офісу Президента України Андрій Єрмак призначив Олексія Арестовича своїм позаштатним радником з питань стратегічних комунікацій у сфері нацбезпеки та оборони. Ці призначення отримали як критичні (Ігор Козловський), так і схвальні (Дмитро Кулеба) відгуки. Голова ТКГ Леонід Кравчук зазначив, що кандидатуру Арестовича обрано було через військовий досвід і наявність бачення та позиції з приводу питань, що є предметом розгляду ТКГ.
У січні 2022 року звільнився з посади позаштатного радника голови Офісу Президента України та з посади спікера делегації України в ТКГ, однак, за повідомленням Офісу Президента України, Арестович не підписував заяви на звільнення і «можливо, ця співпраця буде продовжена».
18 січня 2022 року внесений до бази даних центру «Миротворець» за «Здійснення громадських інформаційних диверсій на користь російських загарбників. Участь у актах гуманітарної агресії проти України. Свідому участь у заходах, що підривають обороноздатність України шляхом деморалізації збройних сил України. Дискредитацію Державних органів влади та управління».

### Від початку російського вторгнення
З початку широкого вторгнення Росії в Україну 24 лютого 2022 року, проводив щоденні брифінги щодо ситуації на фронті від імені Офісу Президента України. У березні 2022 року Слідчий комітет Білорусі відкрив кримінальну справу проти Арестовича за «вчинення актів тероризму та диверсій на об'єктах Білоруської залізниці, вчинення інших дій, спрямованих на заподіяння шкоди національній безпеці Республіки Білорусь». 27 липня сторінки Арестовича у соціальних мережах було внесено до білоруського списку екстремістських матеріалів за рішенням Ленінського районного суду Могильова.
24 лютого 2022 року, після нападу Росії на Україну на брифінгу в Офісі президента України Арестович заявив: «Путін не буде бити по цивільних об'єктах. Йому треба зберегти лояльність населення України». 25 лютого Арестович прогнозував, що у росіян закінчуються ракети, а 27 лютого заявив, що противник вже «видохся» та кинув «останні частини, останні зусилля» на «останній бій» за Київ та Харків. 17 липня заявив про те, що Росія ніколи не зможе атакувати Україну одночасно 48 ракетами, а 10 жовтня Україну було атаковано 84 ракетами.
У квітні 2022 року повідомив, що йому присвоїли військове звання підполковника.
Станом на 18 серпня 2022 року його не було ані серед радників Президента України, ані серед радників голови його офісу (Андрія Єрмака). За словами радника Керівника Офісу Президента України Михайла Подоляка, Олексій Арестович вже декілька років є радником Офісу Президента України (позаштатний), а те, що на всіх офіційних каналах ОПУ Арестовича називають радником голови ОПУ, і те, що є новина про призначення його позаштатним радником Єрмака, Михайло Подоляк зауважив, що це «технічна помилка в титруванні». Згодом посаду Арестовича «виправили» у всіх старих публікаціях Офісу Президента України в фейсбуці, ютубі та на офіційному сайті.
Увечері 14 січня після ракетного удару по житловому будинку в Дніпрі, Арестович у програмі «Фейгін лайв» заявив, що ракету, яка знищила частину будинку в Дніпрі, збили українські сили ППО, вона впала на багатоповерхівку і вибухнула. Після того, як цю версію подій заперечив командувач Повітряних сил генерал-лейтенант Микола Олещук, Арестовича почали звинувачувати у дезінформації. Він вибачився за скандальну заяву, але потім передумав та відкликав вибачення. Через це у Верховній Раді України почали збирати підписи за відставку Арестовича, а також колективне звернення до СБУ.
17 січня 2023 року написав заяву про звільнення з посади радника Офісу Президента України. Згодом офіс задовольнив прохання Арестовича про звільнення з посади. 11 травня Росфінмоніторинг вніс Арестовича до переліку причетних до екстремістської діяльності чи тероризму. У вересні 2023 року Олексій Арестович покинув територію України через пункт пропуску Краківець-Корчова у Польщу і заявив, що йому «доведеться побути опозиційним політиком у вигнанні». Після виїзду з України Арестович поширює русофільські та українофобські тези, наголошує на неможливості військової перемоги у війні, вживаючи вирази «війна до останнього українця» розпалює міжрегіональну ворожнечу, та закликає до переговорів із російським режимом.
1 травня 2025 року Зеленський затвердив санкції РНБО проти Арестовича терміном на 10 років.

### Прогнози
У 2008 році передбачив захоплення Росією Криму, зазначивши, що «військові дії почнуться не пізніше 2011 року».
У випуску від 18 березня 2019 року на ютуб-каналі «Апостроф TV» передбачив широкомасштабну війну з Росією у 2022 році. У прогнозі він позначив усі напрями військової інтервенції та методи ведення війни Росією, які частково справдились.
Також Арестович відомий своїми невдалими прогнозами: У січні 2019 року схилявся до думки, що на виборах Президента України 2019 року зміни голови держави не відбудеться, тобто виграє Петро Порошенко, чого не сталось. 25 лютого 2022 року Арестович на брифінгу прогнозував, що у росіян закінчуються ракети, а 27 лютого на брифінгу Арестович заявив, що противник вже «видохся» та кинув «останні частини, останні зусилля» на «останній бій» за Київ та Харків. 17 липня заявив про те, що Росія ніколи не зможе атакувати Україну одночасно 48 ракетами, а 10 жовтня Україну було атаковано 84 ракетами. 14 грудня того ж року Арестович заявив, що війна триватиме до середина літа. А вже 18 грудня — що війна триватиме ще півтора-два роки або понад рік.

## Погляди
Називає себе прихильником «проєкту об'єднаної Землі в дусі Теяра де Шардена і Вернадського», йому близькі погляди Ілона Маска на майбутнє людства. Визнає важливим питанням підтримки української мови, але стверджує, що йому особисто вони не цікаві. 2018 року визнав Томос важливою віхою у розвитку України.
Арестович сам себе називає «мутним типом», і каже, що: «Якби я був звичайною людиною і почитав свою біографію, я би взагалі не те що на етер не запросив, я би перейшов на інший бік вулиці». Про це він сказав в інтерв'ю Роману Скрипіну 16 січня 2019 року.
Був «саркастичним атеїстом», у 35-річному віці прийшов до Бога, називає себе православним.
14 вересня 2016 року у своєму відеоблозі висловив думку, що до саміту НАТО 2016 року лідери західних держав, серед яких Обама, Меркель та Олланд, не соромлячись, намагалися залишити Україну у сфері впливу Росії в обмін на укладення із останньою паритетних договорів у сфері безпеки: «Нас хапали за руки, умовляли і так далі. Не давали воювати, не особливо допомагали і тільки з нашою допомогою намагалися карати Путіна в тому чи іншому варіанті».
21 грудня 2017 року в фейсбуці Арестович написав: «Я не вважаю, що український народ — це щось видатне, а наше суспільство — особливе. Навпаки, я вважаю, що обидва володіють низкою дуже серйозних системних недоліків генезу, серед яких на передовій нікчемність, істеричність та ірраціональність». В одному зі своїх ефірів на каналі «Фейгін Live» Олексій Арестович сказав, що українська культура «маленька», і якщо Україна не хоче програти війну, вона не має «відмовлятись від різноманітності». На його думку, український народ не є видатним, а суспільство — особливим. Арестович вказав на низку психологічних захворювань, які, за його особистим спостереженням, торкаються українців.
2020 року підтримав Петра Порошенка під час оприлюднення плівок з можливими розмовами Порошенка та Путіна.
13 листопада 2020 року, відповідаючи на запитання про президентські вибори у Сполучених Штатах, зізнався, що уболівав за Дональда Трампа, оскільки на його думку американська ліберальна ідеологічна модель «дуже сильно хитнулась ліворуч», і назвав її «ультратроцкістською». «Я розумію, що єдиним, що стояло між старою доброю Америкою, консервативною та правою, і ось цим лівацьким ухилом, був Трамп». У тому ж інтерв'ю Арестович зазначив, що незважаючи на менш проукраїнську риторику Трампа, його адміністрація надавала Україні більше військової допомоги, ніж адміністрація Обами.
9 грудня 2020 року, коментуючи діяльність близьких до Віктора Медведчука медіа, заявив, що «[вони] не є нашими ворогами, вони є представниками українських ЗМІ, які працюють за законом. Ми вітаємо їх професійну діяльність».
26 березня 2021 року висловив думку, що Андрія Антоненка та Сергія Стерненка вважає ув'язненими за політичними мотивами.
Вважає, що варто перейменувати назву держави Україна на «Русь-Україна», щоби відібрати в Росії бренд «руських». За його словами, «Русь ㅡ це ми»; «якщо говорити історично справедливо, то є гілка слов'янська, яка пішла на Москву, і десь там глибоко ми з цією гілкою є родичами. Але… Росія не зводиться лише до слов'янського елементу, там багато хто є. І на цей конструкт ㅡ претендувати на спадщину Русі ㅡ може, м'яко кажучи, з великою натяжкою».
Арестович вважає, що афганські біженці «освічені набагато більше, ніж середньостатистичний українець», про це він сказав 3 вересня 2021 року в інтерв'ю ютуб-каналу «Ukrlife.TV».
Після вторгнення Росії в Україну 2022 року в інтерв'ю «BBC News Російська служба» Олексій Арестович відхилив тезу про колективну відповідальність громадян Росії за військові дії їхньої держави. Він заявив, що колективна відповідальність — це підрив основ «європейської цивілізації» й ефективніше встановити конкретних винуватих осіб, а на державу, Росію, буде накладена відповідальність судовими справами від приватних і корпоративних позивачів.
10 липня 2022 року, в інтерв'ю російському письменнику Дмитру Бикову, Арестович сказав, що позитивно оцінює історичну роль СРСР, і що: «Нічого краще за СРСР ми поки що на цій території не придумали». Він також заявив: «Я радянський школяр за психотипом і не збираюся змінюватися. Немає нічого кращого за цей спосіб життя». Арестович також заперечив період колонізації України СРСР: «Не було колонізації. Це брехня повна. Українці створили Російську імперію і Радянський Союз».
У травні 2023 року Арестович заявив, що після початку вторгнення Росії в Україну Київ ще більше почав розмовляти російською мовою. Також Арестович згадав «жорстку дискримінацію російськомовних громадян України» та про те, що: «Київ — російськомовне місто. Ну скільки можна виступати проти реальності».
У червні 2023 року Арестович заступився за одесита, який у Львові біля хостелу на вулиці Саксаганського виконував пісні Цоя та нецензурно лаявся на зауваження нардепки Наталі Піпи.
У грудні 2023 року запропонував скласти мир між Росією й Україною за допомогою групового позову Заходу та створювати нову систему колективної безпеки у світі.

## Критика

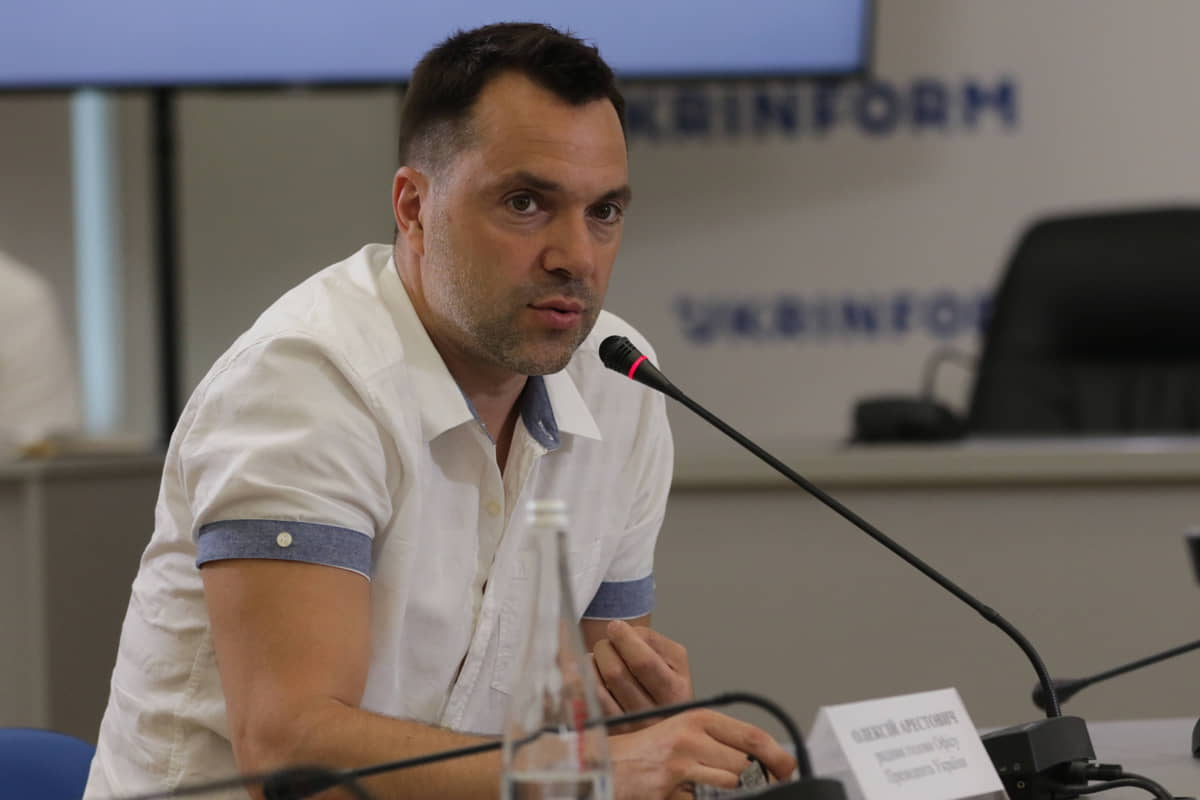
На круглому столі в «Укрінформ», 1 липня 2021 рік

У 2016 році Арестович дав інтерв'ю виданню «Апостроф», у якому сказав: «АТО – це великий курорт такий для хлопчиків, великий піонертабір. Там свято непослуху: вони вириваються від дружин, дітей і тещ туди, смажать м'ясо і живуть, як годиться нормальному українському козаку, в степу… Я не бачив там жодної людини, яка страждає». Це інтерв'ю викликало обурення у соцмережах, а колишній очільник МВС Арсен Аваков вважає, що Арестовича потрібно звільнити з посади.
За словами колишнього заступника секретаря РНБО Сергія Кривоноса, Олексій Арестович нібито завів 2018 року групу українських снайперів на мінне поле на Донбасі, Арестович заявив про неправдивість цієї інформації, хоча визнає «долю» своєї провини.
17 грудня 2020 року Арестович, коментуючи смерть військовослужбовця, який потрапив до полону супротивника, заявив, що український військовий «перебуваючи у стані сп'яніння, здійснив самовільний перехід на бік противника (без зброї) та помер від алкогольної або наркотичної інтоксикації», що виявилося неправдою. Згідно з протоколом судово-медичної експертизи тіла загиблого бійця, причина смерті — асфіксія із ознаками побиття. 18 грудня того ж року Арестович вибачився за дезінформацію.
У лютому 2021 року партія «Європейська солідарність» звинуватила Арестовича в сексизмі щодо членів партії та військових і закликала усунути його з посади речника української делегації у ТКГ.
16 березня 2021 року Арестович облаяв користувача за прохання писати українською у соцмережі «Фейсбук». Заступниця голови фракції «Слуга народу» Євгенія Кравчук заявила, що «Те, що зробив Арестович — це неприпустимо, свинство… Така поведінка точно лише дискредитує його як людину, яка мала б доносити інформацію про перебіг переговорів», однак голова фракції Давид Арахамія назвав таку поведінку нормальною. Сам Арестович вважає нецензурну репліку «гідною відповіддю людині на тій мові, яку вона розуміє» і назвав ботом дописувача, який попросив його писати пости українською мовою.
У вересні 2021 року Арестович розкритикував політику дерусифікації, зокрема у боротьбі з засиллям російської культури, заявивши, що «культура та спорт знаходяться поза політикою».
Стосовно дерусифікації в Україні одна з позицій Арестовича наступна: «Україна перетворюється на гігантську Запорізьку Січ, де ніколи не питали, якою мовою ти говориш, а запитували, чи готовий ти розділити такий спосіб життя, жити, як ми і вмирати за це, якщо доведеться. Повернулися всі стародавні архетипи і вони працюють». Таке ставлення до української мови викликає неоднозначні оцінки.
У червні 2022 року в етері «Фейгін лайв» заявив, що українська культура надто маленька: «У нас дуже багато хто в Україні хоче побудувати велику країну з маленькою культурою. Маленькою уніфікованою культурою, яка годиться для дуже маленької моноетнічної держави типу Угорщини. Але Україна — це не така країна. У нас полікультурна країна». Заява Арестовича викликали обурення у соцмережах та у ЗМІ. На що Арестович у етері «Фейгін лайв» заявив: «В моєму житті є два типи довбо*бів — це кремлівські та „українські патріоти“. Вони одними й тими самим словами, як під копірку, тільки мови різні. Говорять те саме».
19 червня 2022 року Арестович назвав представників ЛГБТ-спільноти «людьми з девіацією» або «відхиленнями» від нормальної поведінки. Через це спалахнув скандал, і спільнота ЛГБТ закликала президента Зеленського звільнити Арестовича з посади радника глави ОПУ.
20 червня 2022 року Арестович виклав допис у «Фейсбук», в якому розкритикував українських активістів спровокував шквал критики та обурення з боку українців.
21 червня 2022 року під час етеру на ютуб-каналі «Ісландія» Арестович заявив, що жінка в армії — це жах. Ця його заява викликали обурення в українських жінок.
В інтерв'ю Юлії Латиніній, 13 липня 2022 року, Арестович звинуватив міського голову Дніпра Бориса Філатова та лідера Нацкорпусу Андрія Білецького у тому, що це начебто вони «накрутили» конгресменку Вікторію Спартц проти голови ОПУ Єрмака. Ця заява викликала обурення у Бориса Філатова. Це звинувачення Арестовича спростувала також конгресменка Вікторія Спартц.
14 липня 2022 року Уповноважений із захисту державної мови Тарас Кремінь назвав Арестовича порушником закон про державну мову. Кремінь наголосив, що використання посадовцями недержавної мови, особливо під час війни, — це порушення прав громадян України, а саме статті 9 Закону України «Про забезпечення функціонування української мови як державної», відповідно до якої зазначені особи зобов'язані володіти державною мовою та застосовувати її під час виконання службових обов'язків.
У квітні 2023 року студенти Київського Національного економічного університету попросили скасувати заплановану лекцію Арестовича, вказавши на «одіозних спікерів, які несуть загрозу консолідації українського суспільства». Після чого Арестович назвав студентів «чм*шниками».
У вересні 2023 року Емма Антонюк опублікувала уривки лекцій Арестовича, де той ніби-то висловлює сексистські ідеї й закликає до насильства над жінками. Народна депутатка Інна Совсун повідомила, що написала заяву правоохоронцям щодо висловів блогера. Арестович прокоментував, що уривки лекцій виравані з контексту та є «прямованою атакою на репутацію».

## Розслідування

### Справа стосовно сексизму
13 жовтня 2023 року, народна депутатка України Інна Совсун заявила, що в поліції розпочали досудове розслідування щодо ексрадника ОП Олексія Арестовича. Раніше чиновниця подавала на нього заяву в правоохоронні органи за сексистські висловлювання про жінок. Розпочато досудове розслідування, відомості внесено до ЄРДР за ознаками кримінального правопорушення, передбаченого част. 2 ст. 300 КК України. Пресофіцер Печерського управління поліції ГУНП у місті Києві підтвердила відкриття кримінального провадження щодо колишнього позаштатного радника Офісу Президента Олексія Арестовича через його сексистські висловлювання.

### Справа через неправдиве повідомлення про злочин
16 листопада 2023 року після звернення групи народних депутатів поліція відкрила кримінальне провадження за статтею 383 ККУ (завідомо неправдиве повідомлення про злочин). Народна депутатка від «Голосу» Наталія Піпа повідомила, що йдеться про Олексія Арестовича, який раніше через суд змусив ДБР відкрити кримінальне провадження щодо неї.

## Актор, продюсер
У 1990—2000 роки працював актором у київському театрі-студії «Чорний квадрат». У театрі «Чорний квадрат» виступав з перервами, протягом сімнадцяти років до 2010 року. Знімався у рекламі, також виконував епізодичні ролі в сімнадцяті російських та українських стрічках, зокрема «Повернення Мухтара», «Не бійся, я поруч» та «Брат за брата 2». 2007 року став співорганізатором компанії з виробництва фільмів «Aegis Artist Group».
У 2013 році брав участь у фільмуванні шоу «Навчіть нас жити» на телеканалі «ICTV» як сімейний психолог і ведучий.

### Фільмографія
Участь у фільмах:

| Рік  |   | Українська назва                  | Оригінальна назва     | Роль                        |
| ---- | - | --------------------------------- | --------------------- | --------------------------- |
| 2005 | ф | Дідусь моєї мрії                  |                       | міліціонер                  |
| 2005 | с | За все тобі завдячую              |                       | епізод                      |
| 2006 | с | Колекціонер                       |                       | епізод                      |
| 2006 | с | Повернення Мухтара-3              | Возвращение Мухтара-3 | Влад                        |
| 2006 | с | Будинок-фантом у придане          |                       | епізод                      |
| 2006 | с | Сьоме небо                        | Седьмое небо          | епізод                      |
| 2007 | ф | Охламон                           |                       | Кирилл                      |
| 2007 | с | Чужі таємниці                     |                       | епізод                      |
| 2010 | с | Коли на південь відлетять журавлі |                       | епізод                      |
| 2011 | с | Зловмисник                        |                       | епізод                      |
| 2011 | с | Повернення Мухтара-7              | Возвращение Мухтара-7 | Георгій                     |
| 2011 | с | Доставити за будь-яку ціну        |                       | Ушаков                      |
| 2012 | с | Брат за брата-2                   | Брат за брата-2       | Макс Заріпов, адвокат       |
| 2012 | с | Прости-прощавай                   | Прости-прощай         | епізод                      |
| 2012 | с | Повернення Мухтара-8              | Возвращение Мухтара-8 | Додин                       |
| 2012 | с | Лист очікування                   | Лист ожидания         | епізод                      |
| 2012 | с | Не бійся, я поруч                 |                       | Ігор Смирнов / Люся Зайцева |

## Нагороди
За свідченнями самого Арестовича, він має такі нагороди:
- пам'ятний нагрудний знак Головного управління розвідки МОУ «Захиснику Вітчизни» (15 липня 2014) *позбавлений;
- пам'ятна відзнака Головного управління розвідки МОУ «Євген Березняк» *позбавлений;
- медаль командувача Сухопутних військ Збройних Сил України «За особливу службу» (липень 2019) *позбавлений;
- Відзнака Президента України «За участь в антитерористичній операції» *позбавлений;
- Нагрудний знак «Знак пошани» (травень 2019) *позбавлений.

## Особисте життя
- Дружина (з 2015): Анастасія Арестович (до шлюбу Грибанова), директорка з розвитку видавництва[142][143]. Анастасія — третя дружина Олексія Арестовича[144].
- Діти: дочка Аеліта (від першого шлюбу), дочка Вероніка і син Олександр[145][142].